# Tomáš Vaclík
Tomáš Vaclík (AFI: [ˈtomaːʃ ˈvatsliːk]; Ostrava, Checoslovaquia, 29 de marzo de 1989) es un futbolista checo. Juega como guardameta y actualmente se encuentra sin equipo.

## Carrera

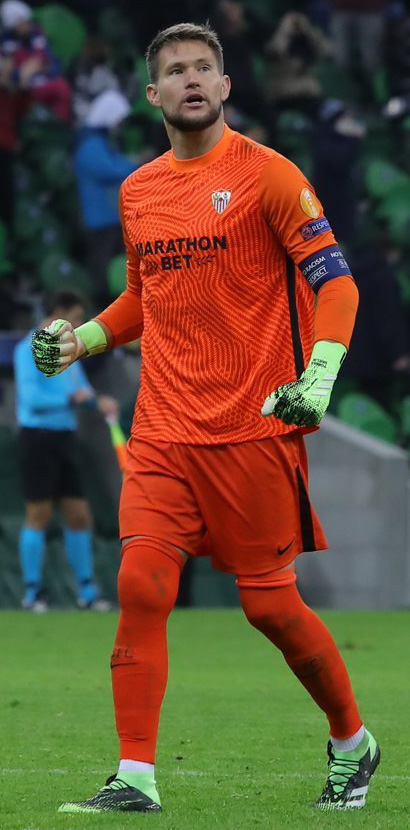
En 2020 con el Sevilla F. C.

Vaclík empezó con el Vítkovice, donde jugó durante tres temporadas antes de firmar por el Viktoria Žižkov. Lograron el ascenso a la Liga de Fútbol de la República Checa en la primera temporada de Vaclík con el club, llamando la atención de varios equipos. En julio de 2011 firmó un contrato de tres años con el equipo neerlandés De Graafschap, sin embargo no pasó la prueba médica, y regresó a Praga.
Jugó para el Viktoria Žižkov durante la primera mitad de la temporada 2011-12. En enero de 2012, Vaclík es transferido al Sparta Praga por 8,5 millones de coronas checas y un contrato de cuatro temporadas.
En mayo de 2014 fichó por el F. C. Basilea de la Superliga de Suiza un contrato de cuatro años. Hizo su debut en el primer equipo de la liga el 19 de julio de 2014 en la victoria a domicilio contra Aarau por 1 a 2.
El 4 de julio de 2018 se hizo oficial su fichaje por el Sevilla F. C. para las siguientes tres temporadas. Dos días más tarde, el 6 de julio, firmó el contrato tras pasar satisfactoriamente la revisión médica. Debutó en partido oficial en una previa de Liga Europa de la UEFA contra el Újpest Dózsa con victoria por 4-0. En su primera temporada se convierte en una de las grandes sorpresas de la Liga por su rendimiento y personalidad.
Durante la temporada 2018-19 se consolidó como el portero titular del conjunto hispalense y se convirtió en una de las revelaciones de la Liga. En la temporada 2020-21 el club le comunicó que no iba a renovarle el contrato para las siguientes temporadas y que era libre de negociar con cualquier club.
El 13 de julio de 2021 firmó por dos años con el Olympiacos que militaba en la Superliga de Grecia. El segundo de ellos no lo completó, ya que el 31 de enero de 2023 se marchó al Huddersfield Town A. F. C. para lo que quedaba de temporada. Fue liberado al final de la misma después de haber ayudado al equipo a permanecer en la EFL Championship. Entonces, tras casi dos meses sin equipo, continuó su carrera en el New England Revolution con el que firmó hasta finales de 2024, pero rescindió su contrato a inicios de ese año. Entonces regresó a España y en febrero fichó por el Albacete Balompié. Al acabar la temporada, y convertirse en pieza clave para lograr la permanencia disputando un total de 1080 minutos en 12 partidos, el 30 de junio no renovó con el club albaceteño. Desde su marcha estuvo varios meses sin equipo, hasta que en febrero de 2025 se unió al Boavista F. C.

## Selección nacional
Vaclík representó a su país en categorías inferiores entre 2005 y 2011, progresando desde el equipo sub-16 hasta el equipo sub-21 con el que jugó la Eurocopa Sub-21 de 2011 y fue elegido el portero del equipo ideal. Vaclík participó en la selección nacional por primera vez en 2011, seleccionado como tercer portero para los partidos de la escuadra contra España y Luxemburgo, a pesar de que no llegó a debutar. Hizo su debut con la selección absoluta el 14 de noviembre de 2012 en una amistoso ante Eslovaquia.

### Participaciones en Eurocopas
| Eurocopa                | Sede      | Resultado        | Partidos | Goles encajados |
| ----------------------- | --------- | ---------------- | -------- | --------------- |
| Eurocopa Sub-21 de 2011 | Dinamarca | Cuarto lugar     | 5        | 6               |
| Eurocopa 2016           | Francia   | Primera fase     | 0        | 0               |
| Eurocopa 2020           | Europa    | Cuartos de final | 5        | 4               |

## Estadísticas
Actualizado al último partido disputado el 19 de diciembre de 2021.
| Club | Div.          | Temporada     | Liga  | Liga     | Copas nacionales(1) | Copas nacionales(1) | Copas internacionales(2) | Copas internacionales(2) | Total | Total    |
| Club | Div.          | Temporada     | Part. | Goles(3) | Part.               | Goles(3)            | Part.                    | Goles(3)                 | Part. | Goles(3) |
| --- | ------------- | ------------- | ----- | -------- | ------------------- | ------------------- | ------------------------ | ------------------------ | ----- | -------- |
| M. F. K. Vítkovice · República Checa | 2.ª           | 2008-09       | 14    | 23       | 0                   | 0                   | —                        | —                        | 14    | 23       |
| M. F. K. Vítkovice · República Checa | 2.ª           | 2009-10       | 19    | 28       | 0                   | 0                   | —                        | —                        | 19    | 28       |
| M. F. K. Vítkovice · República Checa | Total club    | Total club    | 33    | 51       | 0                   | 0                   | 0                        | 0                        | 33    | 51       |
| F. K. Viktoria Žižkov · República Checa | 2.ª           | 2010-11       | 24    | 24       | 3                   | 0                   | —                        | —                        | 27    | 24       |
| F. K. Viktoria Žižkov · República Checa | 1.ª           | 2011-12       | 16    | 40       | 4                   | 0                   | —                        | —                        | 20    | 40       |
| F. K. Viktoria Žižkov · República Checa | Total club    | Total club    | 40    | 64       | 7                   | 0                   | 0                        | 0                        | 47    | 64       |
| A. C. Sparta Praga · República Checa | 1.ª           | 2011-12       | 12    | 11       | 5                   | 4                   | —                        | —                        | 17    | 15       |
| A. C. Sparta Praga · República Checa | 1.ª           | 2012-13       | 30    | 23       | 0                   | 0                   | 11                       | 12                       | 41    | 33       |
| A. C. Sparta Praga · República Checa | 1.ª           | 2013-14       | 30    | 19       | 5                   | 7                   | 2                        | 3                        | 37    | 29       |
| A. C. Sparta Praga · República Checa | Total club    | Total club    | 72    | 53       | 10                  | 11                  | 13                       | 15                       | 96    | 77       |
| F. C. Basilea · Suiza | 1.ª           | 2014-15       | 32    | 32       | 0                   | 0                   | 8                        | 13                       | 40    | 45       |
| F. C. Basilea · Suiza | 1.ª           | 2015-16       | 30    | 31       | 0                   | 0                   | 11                       | 12                       | 41    | 43       |
| F. C. Basilea · Suiza | 1.ª           | 2016-17       | 34    | 33       | 3                   | 2                   | 6                        | 12                       | 43    | 47       |
| F. C. Basilea · Suiza | 1.ª           | 2017-18       | 36    | 36       | 1                   | 2                   | 8                        | 10                       | 45    | 48       |
| F. C. Basilea · Suiza | Total club    | Total club    | 132   | 132      | 4                   | 4                   | 33                       | 47                       | 169   | 183      |
| Sevilla F. C. · España | 1.ª           | 2018-19       | 33    | 44       | 1                   | 2                   | 15                       | 12                       | 49    | 58       |
| Sevilla F. C. · España | 1.ª           | 2019-20       | 33    | 31       | 2                   | 4                   | 2                        | 1                        | 37    | 36       |
| Sevilla F. C. · España | 1.ª           | 2020-21       | 5     | 5        | 1                   | 3                   | 2                        | 3                        | 8     | 11       |
| Sevilla F. C. · España | Total club    | Total club    | 71    | 80       | 4                   | 9                   | 19                       | 16                       | 94    | 105      |
| Olympiakos · Grecia | 1.ª           | 2021-22       | 15    | 9        | 0                   | 0                   | 8                        | 9                        | 23    | 18       |
| Olympiakos · Grecia | Total club    | Total club    | 15    | 9        | 0                   | 0                   | 8                        | 9                        | 23    | 18       |
| Total carrera | Total carrera | Total carrera | 363   | 388      | 25                  | 24                  | 72                       | 81                       | 460   | 493      |
| (1) Incluye datos de la Copa de la República Checa, la Copa de Suiza, la Copa del Rey y la Supercopa de España (2) Incluye datos de la Liga Europa de la UEFA y la Liga de Campeones de la UEFA (3) Hace referencia a goles encajados |               |               |       |          |                     |                     |                          |                          |       |          |

## Palmarés

### Títulos nacionales
| Título              | Club               | País            | Año     |
| ------------------- | ------------------ | --------------- | ------- |
| Gambrinus Liga      | A. C. Sparta Praga | República Checa | 2013-14 |
| Superliga de Suiza  | F. C. Basilea      | Suiza           | 2014-15 |
| Superliga de Suiza  | F. C. Basilea      | Suiza           | 2015-16 |
| Superliga de Suiza  | F. C. Basilea      | Suiza           | 2016-17 |
| Copa Suiza          | F. C. Basilea      | Suiza           | 2016-17 |
| Superliga de Grecia | Olimpiakos F. C.   | Grecia          | 2021-22 |

### Títulos internacionales
| Título                 | Club          | Sede     | Año     |
| ---------------------- | ------------- | -------- | ------- |
| Liga Europa de la UEFA | Sevilla F. C. | Alemania | 2019-20 |

### Distinciones individuales
| Distinción                                   | Año  |
| -------------------------------------------- | ---- |
| Mejor futbolista checo del año               | 2018 |
| Mejor jugador del mes de noviembre de LaLiga | 2018 |
| Balón de Oro de la República Checa           | 2019 |
| Once ideal de la Eurocopa 2020 para L'Équipe | 2021 |